# Okręg wyborczy Wendover
Okręg wyborczy Wendover powstał w 1300 r. i wysyłał do angielskiej, a następnie brytyjskiej, Izby Gmin dwóch deputowanych. Okręg obejmował miasto Wendover w hrabstwie Buckinghamshire. Został zlikwidowany w 1832 r.

## Deputowani do brytyjskiej Izby Gmin z okręgu Wendover

### Deputowani w latach 1300-1660
- 1300: Thomas Niccolls
- 1300: Egidius Wilson
- 1300: Walter de Kent
- 1300: John de Sandwell
- 1300: Robert atte Hull
- 1300: Elias de Broughton
- 1624–1640: John Hampden
- 1624–1625: Alexander Unton
- 1625: Richard Hampden
- 1626: Sampson Darrell
- 1628–1629: Ralph Hawtree
- 1640: Bennet Hoskyns
- 1640–1643: Robert Croke
- 1640–1646: Thomas Fountaine
- 1645–1648: Richard Ingoldsby
- 1646–1648: Thomas Harrison
- 1659: John Baldwin
- 1659: William Hampden

### Deputowani w latach 1660–1832
- 1660–1681: Richard Hampden, wigowie
- 1660–1661: John Baldwin
- 1661–1673: Robert Croke
- 1673–1673: Edward Backwell
- 1673–1679: Thomas Wharton, wigowie
- 1679–1685: Edward Backwell
- 1681–1685: John Hampden
- 1685–1690: Richard Hampden
- 1685–1689: John Backwell
- 1689–1690: John Hampden
- 1690–1701: Richard Beke
- 1690–1701: John Backwell
- 1701–1708: Richard Hampden
- 1701–1702: Richard Crawley
- 1702–1702: Roger Hill
- 1702–1705: Richard Crawley
- 1705–1722: Roger Hill
- 1708–1709: Thomas Ellys
- 1709–1713: Henry Grey
- 1713–1714: Richard Hampden
- 1714–1715: James Stanhope, wigowie
- 1715–1722: Richard Grenville
- 1722–1728: Richard Hampden
- 1722–1727: Richard Steele, wigowie
- 1727–1734: James Hamilton, 1. wicehrabia Limerick
- 1728–1734: John Hamilton
- 1734–1735: John Boteler
- 1734–1754: John Hampden
- 1735–1741: James Hamilton, 1. wicehrabia Limerick
- 1741–1753: Ralph Verney, 1. hrabia Verney
- 1753–1761: Ralph Verney, 2. hrabia Verney
- 1754–1761: John Calvert
- 1761–1768: Richard Chandler-Cavendish
- 1761–1765: Verney Lovett
- 1765–1774: Edmund Burke, wigowie
- 1768–1770: Robert Darling
- 1770–1775: Joseph Bullock
- 1774–1774: John Adams
- 1774–1780: Henry Drummond
- 1775–1780: Thomas Dummer
- 1780–1784: Richard Smith
- 1780–1784: John Mansell Smith
- 1784–1790: Robert Burton
- 1784–1790: John Ord
- 1790–1796: John Barker Church
- 1790–1796: lord Hugh Seymour
- 1796–1802: John Hiley Addington, torysi
- 1796–1802: George Canning, torysi
- 1802–1806: Charles Long, torysi
- 1802–1806: John Smith, torysi
- 1806–1807: Philip Stanhope, wicehrabia Mahon, wigowie
- 1806–1830: George Smith, wigowie
- 1807–1812: Francis Horner, wigowie
- 1812–1818: Abel Smith, torysi
- 1818–1820: Robert Carrington, wigowie
- 1820–1832: Samuel Smith, torysi
- 1830–1832: Abel Smith, torysi